# وليم إتش. جاس
وليم إتش. جاس (بالإنجليزية: William H. Gass)‏ (30 يوليو 1924، فارغو في الولايات المتحدة - 6 ديسمبر 2017، يونيفرسيتي سيتي في الولايات المتحدة)؛ كاتب، صحفي، ضابط، أستاذ جامعي وروائي أمريكي.

## الجوائز
- زمالة غوغنهايم
- الجوائز الأميركية للكتاب

## روابط خارجية
- وليم إتش. جاس على موقع الموسوعة البريطانية (الإنجليزية)
- وليم إتش. جاس على موقع مونزينجر (الألمانية)
- وليم إتش. جاس على موقع إن إن دي بي (الإنجليزية)